# The Angel of Paradise Ranch
The Angel of Paradise Ranch è un cortometraggio muto del 1911 diretto da Allan Dwan. Prodotto dalla Flying A, di genere western, aveva come interpreti J. Warren Kerrigan, Pauline Bush, George Periolat, Jack Richardson.

## Trama
Dopo aver viaggiato per il West con la madre, cercando di farle recuperare la salute, Jack è piuttosto scoraggiato quando si rende conto di non avere fortuna neanche con il suo lavoro di cercatore d'oro. Al Double Circle Ranch, dove chiede lavoro, rifiutano di assumerlo e, andandosene, incontra la figlia del proprietario. I due simpatizzano. Intanto il padre della ragazza riceve la notizia che da quelle parti si trova l'accampamento di alcuni ladri di bestiame che operano nella zona. Sulla via di casa, Jack capita per caso proprio nell'accampamento. Interrogato, gli viene offerto un lavoro che lui accetta proprio perché costretto.
Al campo arriva anche la figlia del ranchero che dubita adesso dell'onestà di Jack. Lui le racconta dei suoi guai e lei, dopo essersi recata nella capanna dove si trova sua madre, si convince che il giovane le sta raccontando la verità e gli dà del denaro. Sollevato dalle preoccupazioni più immediate, Jack torna al suo lavoro in miniera. Questa volta, avrà fortuna, diventando finalmente ricco. Mentre si trova al ranch in visita alla ragazza, viene a sapere che suo padre ha un grosso debito e che il suo creditore sta per rovinarlo. Jack, adesso, può sdebitarsi, coprendo il debito e ricambiando il favore che, tempo prima, la giovane aveva fatto a lui.

## Produzione
Il film fu prodotto dall'American Film Manufacturing Company (con il nome Flying A).

## Distribuzione
Distribuito dalla Motion Picture Distributors and Sales Company, il film - un cortometraggio in un rullo - uscì nelle sale cinematografiche degli Stati Uniti il 4 dicembre 1911.